# Promiscuité
Pour les articles homonymes, voir Promiscuité (homonymie).
La notion de promiscuité désigne aujourd'hui la grande proximité physique entre différents individus d'une même population ou de populations différentes, animales (dans un élevage par exemple) ou humaines. Les espèces dites grégaires la tolèrent mieux que les animaux qui ont un comportement solitaire durant tout ou partie de leur cycle de vie, mais uniquement jusqu'à un certain seuil ; des rats (espèce grégaire et sociable) placés en situation de promiscuité - au-delà d'un certain seuil - s'entretuent, même s'ils disposent d'eau, d'air et de nourriture en suffisance.[réf. nécessaire]

## Chez les humains
La promiscuité humaine est une notion pour partie relative car le sentiment de vivre en promiscuité dépend aussi de facteurs psycho-sociaux individuels et collectifs ainsi que de facteurs économiques et environnementaux. 

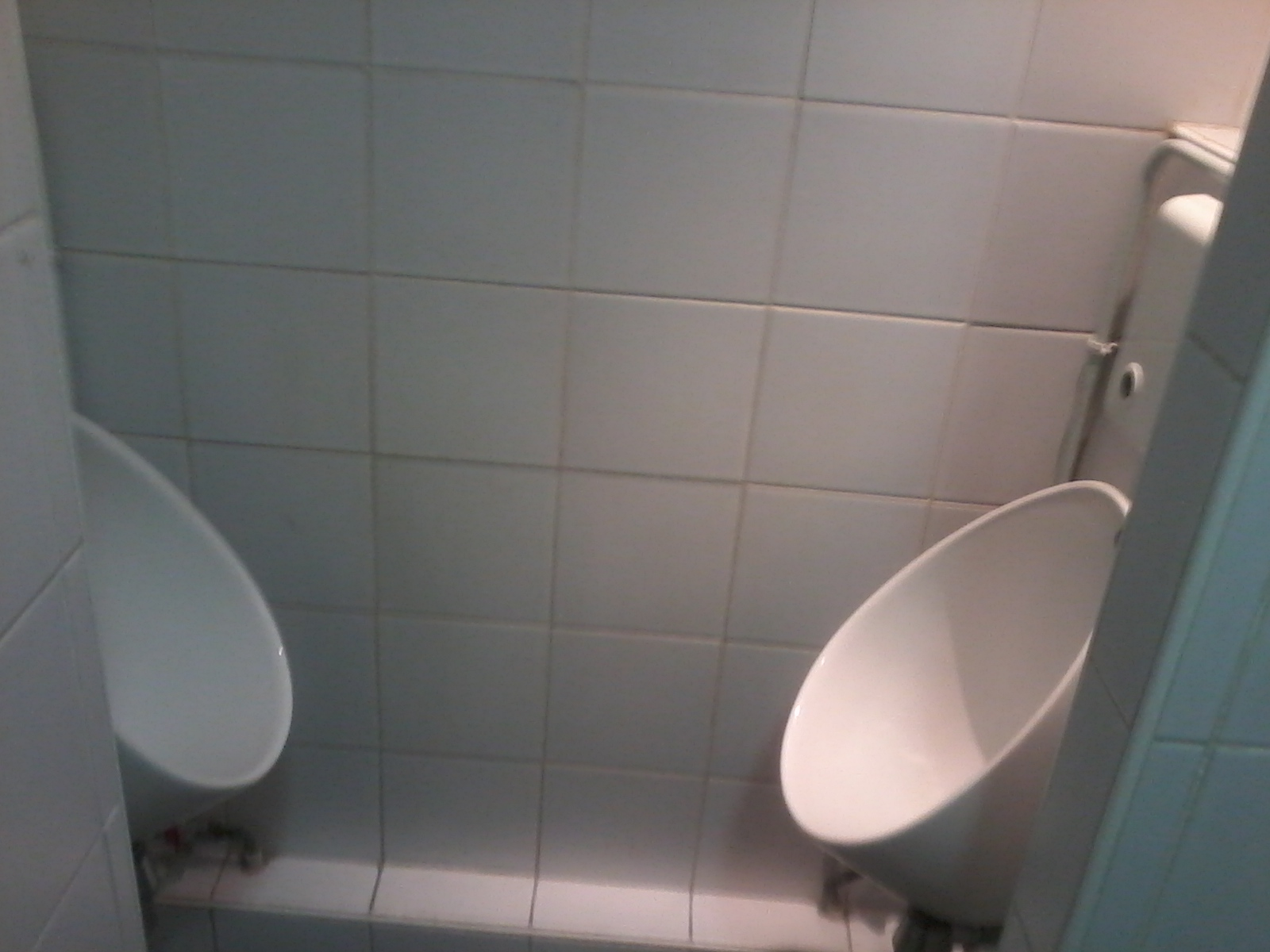
Urinoirs trop proches, Palais de la découverte, Paris, France.

Au XIXe siècle, le Dictionnaire de L'Académie française la définissait - uniquement pour l'humain et qu'avec des connotations négatives - comme un « Mélange confus et désordonné. Il ne se dit guère qu'en parlant Des personnes. La promiscuité des sexes causait de grands désordres dans cet établissement ». 

Plus récemment (1932), par deux citations ajoutées, ce dictionnaire a encore insisté sur la connotation négative du mot « Il y avait dans cette réunion une écœurante promiscuité. », « Il a cruellement souffert des honteuses promiscuités qui lui ont été imposées ».
En partant des observations chez différentes espèces animales, Edward T. Hall a élaboré durant les années 1960 l'approche de la proxémie, où est notamment étudiée la distance interpersonnelle correspondant à différentes situations sociales (distance différente selon les cultures et les personnalités). L'utilisation de cette approche dans un contexte architectural et urbanistique permettrait d'éviter une promiscuité consciente ou inconsciente.

## Promiscuité et santé
Lorsqu'elle est contrainte et durable (en prison, ou dans un bidonville ou dans un appartement surpeuplé par exemple), la promiscuité est un puissant facteur de stress et souvent d'agressivité. 
L'individu contraint par la présence de sa famille, de ses collègues et/ou voisins... est encore moins libre de ses mouvements, de sa sexualité et de ses dires, il est souvent également soumis à l'impossibilité de s'isoler.
En ce qui concerne l'épidémiologie et l'éco-épidémiologie, la promiscuité physique est réputée être un facteur de risque pour la diffusion de parasites (poux, puces, tiques, gale...) d'épidémie ou de pandémie ; mais il semble cependant qu'une certaines proximité des individus (familles nombreuses, écoles...) soit un facteur également important pour la mise à jour adaptative de l'immunité naturelle individuelle face aux microbes qui circulent et évoluent.

L'hygiène et la vaccination sont présentés comme limitant les risques sanitaires liés à la promiscuité.